# Caloscarta gardineri
Caloscarta gardineri är en insektsart som beskrevs av Victor Lallemand 1949. Caloscarta gardineri ingår i släktet Caloscarta och familjen spottstritar. Inga underarter finns listade i Catalogue of Life.